# Melilotus albus

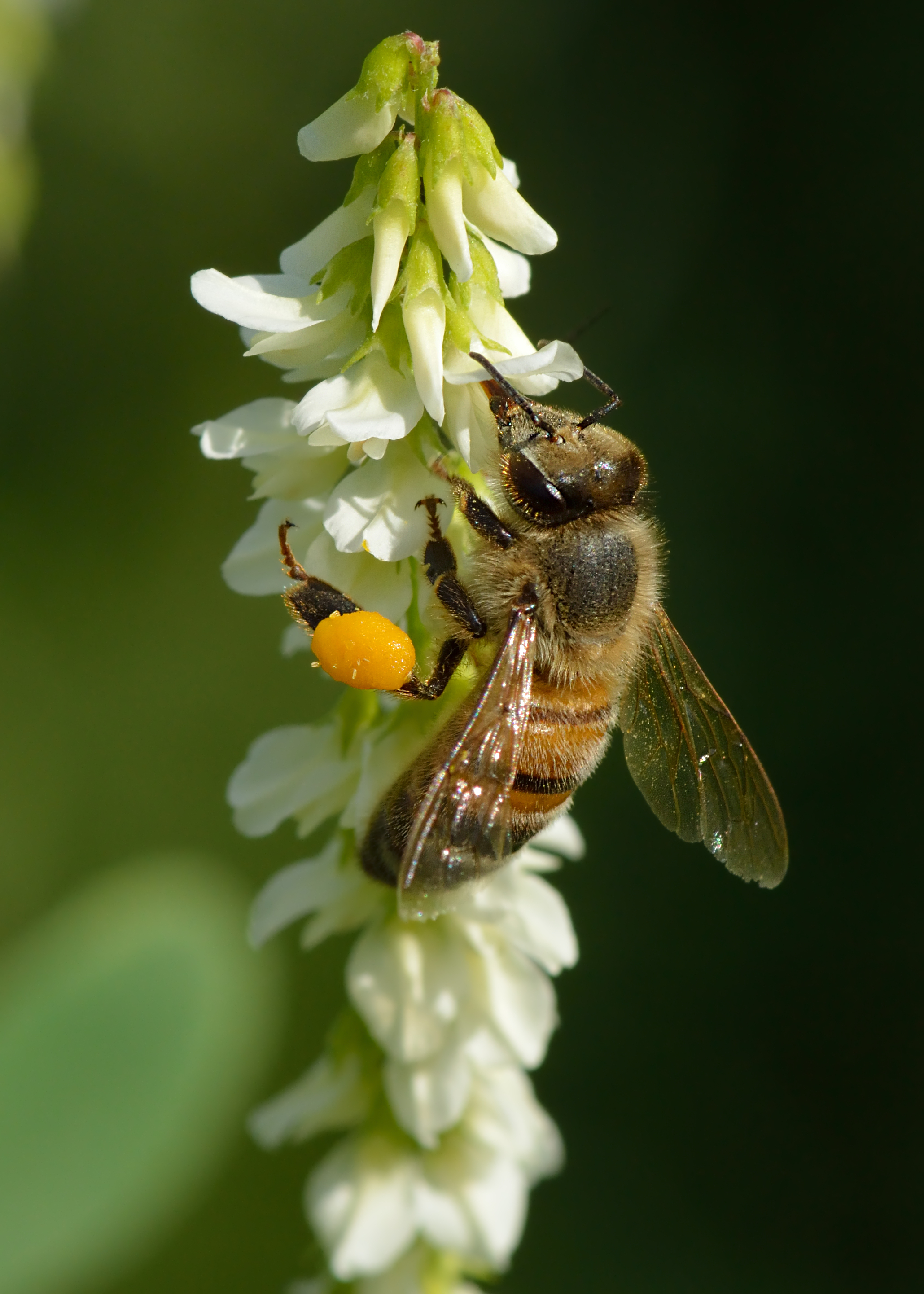

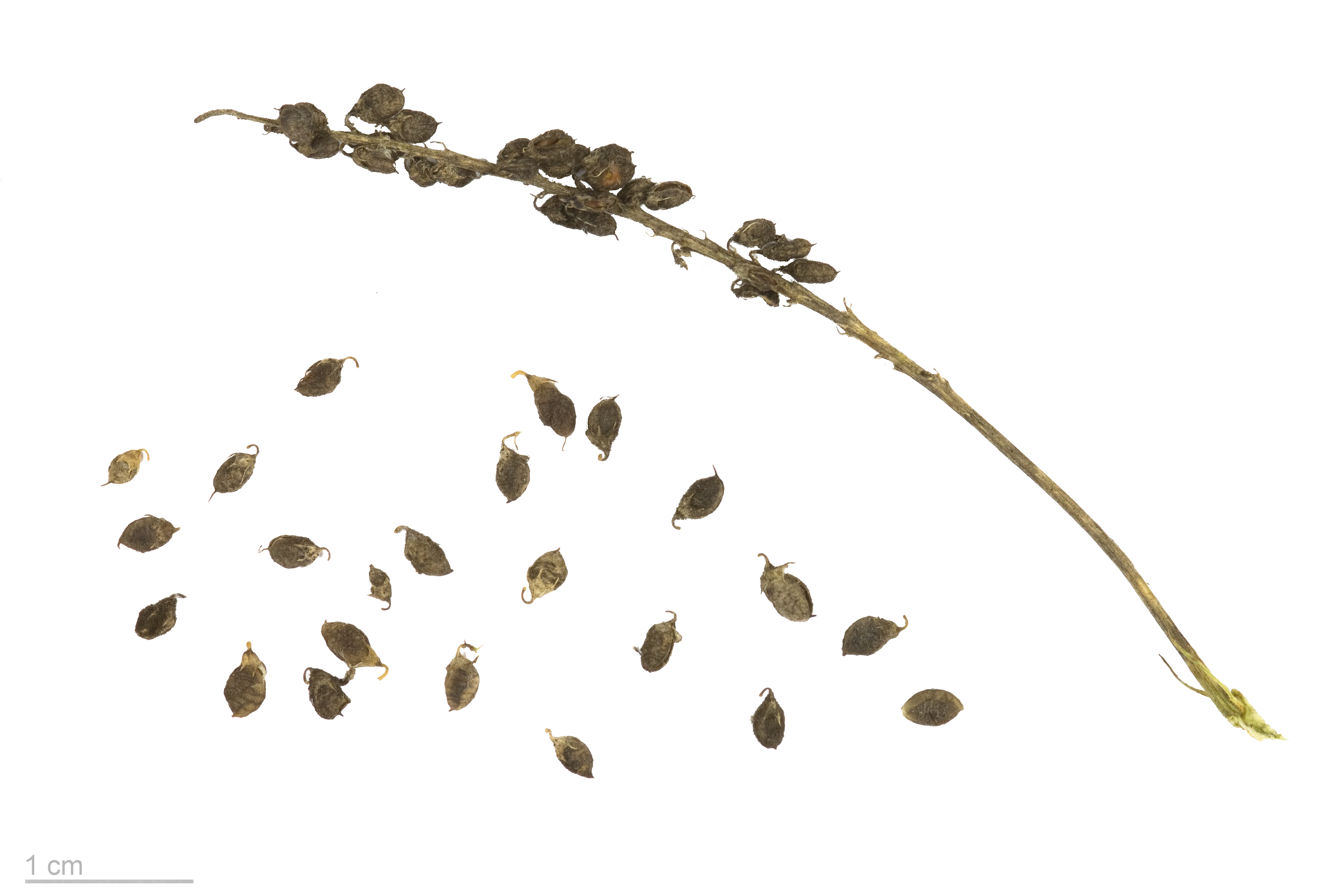
Melilotus albus

Melilotus albus (trébol de olor blanco,  meliloto blanco), es una hierba anual leguminosa, cultivada como forrajera. Su característico olor dulce, que se intensifica por el secado, es derivado de la cumarina. Se usa en medicina herbal.  Y es una fuente extraordinaria de néctar para apiarios.

## Distribución y hábitat
Es nativa de Europa y de Asia. Fue introducida a Sudamérica en el siglo XVIII; y a Norteamérica en el XVII como alimento de ganado. Actualmente tiene una dispersión cosmopolita desde Canadá a Argentina. Puede convertirse en una especie invasora, compitiendo con las especies nativas. Puede alcanzar más de 2 m de altura y produce abundante cantidad de semillas que flotan y se dispersa en agua.
Muy buena para apiarios. Como casi todas la leguminosas, fija nitrógeno atmosférico hacia el suelo por su simbiosis bacteriana.

## Taxonomía
Melilotus albus fue descrita por Friedrich Kasimir Medikus y publicado en Vorlesungen der Churpfälzischen physicalisch-ökonomischen Gesellschaft 2: 382. 1787.
Etimología
Melilotus: nombre genérico que deriva de las palabras griegas:  meli que significa "miel", y lotos, una leguminosa.
albus: epíteto latíno  que significa "blanco".
Sinonimia
- Melilotus alba Medik.
- Melilotus albus var. annua Coe
- Melilotus argutus Rchb.
- Melilotus leucanthus DC.
- Melilotus melanospermus Ser.
- Melilotus vulgaris Willd. [3]

## Nombres comunes
- En Argentina: "trébol de olor blanco",[4] "alfa rusa",[4] "meliloto",[4] "trébol de bokhara".[4]
- En Chile: "trebillo".[4]
- En Bolivia: "k'ita alfa".[4]